# عابد کوواچویچ
عابد کوواچویچ (انگلیسی: Abid Kovačević؛ زادهٔ ۱ ژوئیهٔ ۱۹۵۲) بازیکن فوتبال اهل یوگسلاوی بود.
از باشگاه‌هایی که در آن بازی کرده‌است می‌توان به باشگاه فوتبال بوراتس بانیا لوکا و باشگاه فوتبال دینامو زاگرب اشاره کرد.
وی همچنین در تیم ملی فوتبال یوگسلاوی بازی کرده‌است.